# Rasvakari
Rasvakari är en klippa i Finland.   Den ligger i kommunen Pyttis i  landskapet Kymmenedalen, i den södra delen av landet, 100 km öster om huvudstaden Helsingfors.
Terrängen runt Rasvakari är platt.  Närmaste större samhälle är Kotka, 17,5 km norr om Rasvakari. 